# 南スラウェシ州
南スラウェシ州（みなみスラウェシしゅう、インドネシア語: Sulawesi Selatan）は、インドネシアの州。スラウェシ島の南西半島部にある。州都はマカッサル（旧称ウジュン・パンダン）。
1964年に、南・南東スラウェシ州が南スラウェシ州と南東スラウェシ州に分離する。南端部にマカッサル族、中央部にブギス族、北部山間地域にトラジャ族が住んでいる。2004年10月には、同州から西スラウェシ州が分離した。
スラウェシ島内では、この地域が最も人口密度が高い。広く稲作がおこなわれている。北部のトラジャ地方は、観光地やコーヒーの生産地として知られる。

## 行政区分
南スラウェシ州は20の県と3つの市部に分けられている。マミナサタ広域都市圏は、マカッサル市、マロス県、ゴワ県、タカラール県の1市3県で構成され、人口約200万人を擁する東部インドネシア最大の都市圏である。

### 県
1. バンタエン県（英語版） - (バンタエン: Bantaeng)
2. バル県（英語版） - (バル: Barru)
3. ボネ県（英語版） - (ワタムポネ（英語版）)
4. バルクムバ県（英語版） - (バルクムバ: Bulukumba)
5. エンレカン県（英語版） - (エンレカン: Enrekang)
6. ゴワ県（英語版） - (スングミナサ: Sungguminasa)
7. ジェネポント県（英語版） - (ジェネポント: Jeneponto)
8. ルウ県（英語版） - (パロポ: Palopo)
9. 東ルウ県（英語版） - (マリリ: Malili)
10. 北ルウ県（英語版） - (マサムバ（英語版）)
11. マロス県（英語版） - (マロス（英語版）)
12. パンカジェネ諸島県（英語版） - (パンカジェネ: Pangkajene)
13. ピンラン県（英語版） - (ピンラン: Pinrang)
14. セラヤール県（英語版） - (ベンテン: Benteng)
15. シンジャイ県（英語版） - (シンジャイ: Sinjai)
16. シデンレン・ラパン県（英語版） - (シデンレン: Sidenreng)
17. ソップン県（英語版） - (ワタンソプン（英語版）)
18. タカラール県（英語版） - (タカラール: Takalar)
19. タナ・トラジャ県（英語版） - (マカレ（英語版）)
20. ワジョ県（英語版） - (センカン（英語版）)

### 市
1. マカッサル
2. パロポ
3. パレパレ

### 町
- ソロアコ（英語版） ソロアコ空港（英語版）